# 坂田精二郎
坂田 精二郎（さかた せいじろう、1974年7月30日 - ）は、大阪府吹田市出身の元社会人野球選手（捕手）、学生野球指導者。右投左打。

## 来歴
大阪府の豊中シニアを経て、島根県の淞南学園高等学校に進学。三年間甲子園に出ることはなかったが、3年次は主将を務めた。
卒業後は立正大学に進学し、野球部では3年春から卒業まで東都大学野球1部リーグで活躍。1部リーグ通算32試合に出場、82打数23安打、打率.280、3本塁打、14打点の記録を残し、社会人の強豪シダックスに入社。以来野球部の正捕手として10年間プレー、都市対抗野球大会には8回（自チーム6回、補強選手2回）出場し、若獅子賞を受賞した。1999年の第26回社会人野球日本選手権大会でシダックスの初制覇にも貢献している。
2006年限りでシダックスが廃部になったのに伴い、当初はシダックスに残ることを決めていたが、セガサミーからオファーがあって移籍することになった。
2007年シーズンはセガサミーの正捕手となり、シダックス時代に監督を務めていた野村克也から伝授されたリード面のノウハウと過去のプレー経験を活かしてセガサミーの若いピッチャー陣を引っ張り、第78回都市対抗野球大会でのチーム初出場に貢献した。
その後もチームの正捕手として活躍していたが、2010年限りで現役を引退してセガサミーを退社し、翌2011年1月1日より母校・立正大学野球部のコーチに就任した。2013年3月末で伊藤由紀夫が監督を退任することとなり、同年4月より監督に就任。
2014年春季リーグで東都二部優勝を果たし、一部最下位の青山学院大学との入れ替え戦に挑んだが連敗し、二部残留となった。2017年春季リーグでは監督就任後2度目となる東都二部優勝を10戦全勝の完全優勝で飾る。一部最下位の専修大学との入替え戦に臨み、最終・第3回戦では立正大のサヨナラ安打で勝負が決まるという大接戦を制し、2勝1敗で2010年春季以来となる15季振りの一部昇格を果たした。
2018年秋季リーグでは開幕週の東洋大学戦に連敗し勝ち点を奪えなかったものの、リーグ全体が稀に見る混戦状態となり最終盤で駒澤大学と同率で首位に並んだ。優勝決定はプレーオフに持ち越されたが、同プレーオフでは立正大学が8-1と駒澤大学を圧倒し、18季ぶり2度目となる一部優勝を果たした。さらに、この優勝で出場権を得た明治神宮野球大会でも勝ち上がってチームを9年ぶり2度目の優勝に導いた。
2021年6月20日、3年生部員1人に対し言葉によるハラスメントを行い、野球部寮から実家に帰省させ、6か月間帰寮させずに練習にも参加させなかった。12月、大学のハラスメント防止対策委員会はアカデミックハラスメントがあったことを認定し、けん責の懲戒処分を下した。日本学生野球協会としては12月22日から3か月の謹慎処分を下した。2022年3月31日付で監督を退任。後任はコーチで元プロ野球選手の金剛弘樹。
立正大学監督退任後の同年4月からは長野県の松本国際高等学校硬式野球部の監督に就任。

## 日本代表キャリア
- 第22回ハーレムベースボールウィーク日本代表（2004年）

## 主な表彰・タイトル
- 第68回都市対抗野球若獅子賞（1997年）
- 第51回JABA京都大会最優秀選手賞（1999年）